# King of Pain
King of Pain è il quarto singolo estratto da Synchronicity, quinto album del gruppo musicale britannico The Police. Il singolo arriva primo in Canada e terzo nella Billboard Hot 100.

## Il singolo
Il brano, scritto da Sting, passa in rassegna immagini diverse che vogliono rappresentare la solitudine e l'abbandono. Con l'affermazione finale del protagonista: è mio destino essere il "re del dolore". Efficace l'uso degli strumenti che si alternano a momenti vocali senza musica, ancora una volta a sottolineare l'essere soli.

## Tracce

### 7" UK
1. King Of Pain - 4:59
2. Tea In The Sahara (Live) - 3:31

### 7" USA
1. King Of Pain - 4:59
2. Someone To Talk To - 3:08

## Formazione
- Sting - voce principale, basso
- Andy Summers - chitarra, cori
- Stewart Copeland - batteria

## Classifiche
| Classifica (1983/84)          | Posizione massima |
| ----------------------------- | ----------------- |
| Australia                     | 44                |
| Belgio (Fiandre)              | 19                |
| Canada                        | 1                 |
| Germania                      | 57                |
| Irlanda                       | 7                 |
| Regno Unito                   | 17                |
| Stati Uniti                   | 3                 |
| Stati Uniti (mainstream rock) | 1                 |